# Tolna vármegye története
Tolna vármegye (németül: Komitat Tolnau, latinul: Comitatus Tolnensis) közigazgatási egység volt a Magyar Királyság dunántúli részében. A mai Tolna vármegye területe nagyrészt megegyezik vele. Központja Tolnavár, majd Szekszárd volt.

## Földrajza
A vármegye területének nyugati részén a Dunántúli-dombság, keleti részén a Duna síksága feküdt, amelynek déli része tengerszint feletti magassága 87 méterig terjedt. Legfontosabb folyói a Duna, a Sió és a Kapos.
Északról Veszprém és Fejér vármegye, keletről Pest-Pilis-Solt-Kiskun vármegye, délről Baranya vármegye, nyugatról pedig Somogy vármegye határolta.

## Történelem
A vármegyét Szent István király hozta létre az államalapítás és a királyi vármegyerendszer megszervezése idején Tolnavár központtal.
A török hódoltság idején a vármegyét megszállták, területét a trianoni békeszerződés nem érintette, az 1950-es megyerendezés pedig csak Tengőd térségében okozott megyehatárváltozást, annak Somogy megyéhez csatolásával. Utódja 1950-től Tolna megye, amely 2023-tól visszakapta a Tolna vármegye elnevezést.

## Lakossága
A vármegye összlakossága 1910-ben 273 218 fő volt, ebből:
- 193 985 (71%) magyar
- 76 510 (28%) német
- 30 053 (11%) szlovák, szerb, horvát

## Közigazgatás
Első ízben a törvényhatóságokról szóló, 1886. évi XXI. törvénycikk írta elő, hogy a járásoknak állandó székhelyük kell legyen. A vármegyének ekkor öt járása volt. 1950-ig az egyetlen lényeges változást az hozta, hogy 1895-ben a Dombóvári járás, melynek székhelye Tamási volt kettéoszlott, a székhelyük után elnevezett Dombóvári és Tamási járásokra.
Tolna vármegye járásai 1886–1950 között:
1. Dombóvári járás, székhelye Tamási, majd 1895-től Dombóvár
2. Dunaföldvári járás, székhelye Paks
3. Központi járás, székhelye Szekszárd
4. Simontornyai járás, székhelye Gyönk
5. Tamási járás 1895-től, székhelye Tamási
6. Völgységi járás, székhelye Bonyhád

Tolna vármegyének 1905-ig egyetlen városa sem volt, abban az évben alakult rendezett tanácsú várossá Szekszárd, majd az egész országra érvényes közigazgatási átalakítás folytán 1929-től megyei város lett.